# Per Lundborg
Per Lundborg, född 18 juli 1738 i Söderköping, död 10 maj 1817 i Herrestads socken, Östergötlands län, var en svensk präst.

## Biografi
Per Lundborg föddes 18 juli 1738 i Söderköping. Han var son till hattmakaren Petrus Lundborg och Anna Södervall. Lundborg blev höstterminen 1759 student vid Uppsala universitet och prästvigdes 21 december 1760. Han blev 19 juli 1775 komminister i Källstads församling, Herrestads pastorat och avlade pastoralexamen 27 september 1780. Lundborg blev 16 mars 1791 kyrkoherde i Herrestads församling, med tillträde samma år och blev 29 januari 1800 prost. Han avled 10 maj 1817 i Herrestads socken.
Lundborg var respondent vid prästmötena 1787 och 1793. Han var riksdagsledamot vid riksdagen 1800.

### Familj
Lundborg gifte sig 26 december 1768 med Christina Elisabeth Kindahl (1746–1835). Hon var dotter till kyrkoherden Ericus Kindahl i Östra Husby socken. De fick tillsammans barnen Maria Elisabeth (1769–1829), Eric Petrus (1771–1852), Johan Lundborg (1773–1831), Anna Christina (1776–1776), Anna Christina (1777–1777), Christina Margareta (1778–1779), Claes Gustaf (1779–1860), Anders Samuel (1782–1858), Eva Christina (1785–1846) och Carl Jacob (1792–1846).